# Гарпія філіпінська
Гарпія філіпінська (Pithecophaga jefferyi) мешкає виключно в тропічних лісах Філіппін і є одним з національних символів цієї країни. Вбивство цього зникаючого птаха карається законами Філіппін дванадцятьма роками тюремного ув'язнення і великим штрафом.

## Опис
Філіппінська гарпія досягає довжини 80-100 см, розмах крил до 220 см. Самиці, вагою від 5 до 8 кг, трохи більші за самців, вага яких становить від 4 до 6 кг. Відносно короткі крила і довгий хвіст дозволяють легко маневрувати при польоті в густому лісі. Голова філіппінської гарпії білувато-охриста, на потилиці чубчик з довгих і вузьких пір'їн. Дзьоб дуже великий і високий. Спинна сторона і крила бурі, хвіст з темнішими поперечними смугами, черевна сторона вохристо-білувата.

## Поширення та охорона
Філіппінська гарпія належить до найрідкісніших видів яструбиних у світі. Він зустрічається на філіппінських островах Лусон, Самар, Лейте і Мінданао, де живе в густих високостовбурних тропічних лісах. Через руйнування його життєвого простору популяція сьогодні скоротилася до 200-400 особин. Вид вважається таким, що перебуває під критичною загрозою зникнення.

## Живлення
Основна їжа гарпії змінюється від острова до острова залежно від наявних там тварин, особливо на Лусоні й Мінданао, оскільки ці острови знаходяться в різних фауністичних областях. Так, наприклад, філіппінський шерстокрил, основна здобич на Мінданао, відсутній на Лусоні. Філіпінська гарпія воліє полювати на шерстокрилів і малайську пальмову цивету, але іноді живиться також дрібними ссавцями (пальмові вивірки і кажани), птахами (сови й птахи-носороги), плазунами (змії і варани) і навіть іншими хижими птахами. Іноді орли парами полюють на мавп. Один птах сідає на гілці поруч зі зграєю мавп, відволікаючи їх і надаючи змогу іншому в цей час непоміченим підлетіти й схопити здобич.

## Розмноження
Філіппінські гарпії живуть моногамно і залишаються все життя зі своїм партнером. Самиці будують гнізда на висоті 30 м, переважно на деревах родини диптерокарпових. Вперше таке гніздо було знайдено лише в 1963 році. У нього відкладається по одному великому яйцю, а пташеням, що вилупилося, батьки опікуються протягом 20 місяців. Тривалість життя філіппінської гарпії досягає 60 років.

## Класифікація
Філіппінські гарпії були відкриті лише в 1896 році британським дослідником Джоном Вайтхедом і були названі на честь його батька Джеффери Pithecophaga jefferyi Перша частина наукової назви в перекладі з грецького означає «мавпоїд».
Його виділяють в окремий рід, який залежно від джерела визначають то в підродині змієїдів, то в підродині канюків. Вчені Мічиганського університету досліджували ДНК філіппінського мавпоїда, виділену зі зразків його крові. Її порівняли з ДНК великої гарпії, гвіанської гарпії і новогвінейської гарпії. Всі ці три види споріднені між собою, але вони, як виявилося, не є близькими родичами філіппінського мавпоїда. Схожість в розмірах, місці проживання і поведінці є наслідком конвергентної еволюції. У цей час вважається, що найближчі родичі філіппінської — це дрібніші змієїди.